# Аљоша Асановић
Аљоша Асановић (14. децембар 1965, Сплит) бивши је хрватски и југословенски фудбалер, који је играо на позицији везног играча. 

## Каријера
Аљоша Асановић је поникао у сплитском Хајдуку, где је и започео сениорску каријеру. Са Хајдуком је 1987. освојио Куп Југославије, 1990. године прелази у француски Мец. У Мецу игра једну сезону, као и у Кану, да би затим играо у Монпељеу 2 сезоне.
Након играња за Монпеље, Асановић се враћа у Хајдук и са екипом остварује успех у сезони 1994/95. изборивши пласман у Лигу шампиона. Хајдук је прошао групну фазу такмичења, али је испао у четвртфиналу од Ајакса који је касније освојио трофеј. Исте сезоне Асановић са Хајдуком осваја Првенство и Куп Хрватске.
У јануару 1996. прелази у Дерби каунти где му је поново саиграч Игор Штимац. За Дерби каунти је одиграо 38 првенствених утакмица и постигао 7 голова.
Након одличног наступа на Светском првенству 1998. Асановић прелази у Панатинаикос. За две сезоне проведене у Грчкој одиграо је 44 утакмице и постигао 9 голова. Године 2002. по трећи пут игра у Хајдуку где и завршава каријеру.

## Репрезентација
Асановић је дебитовао за репрезентацију Југославије 25. марта 1987. у пријатељском сусрету против Аустрије. За Југославију је одиграо 3 утакмице.
За репрезентацију Хрватске је дебитовао у пријатељској утакмици против САД 17. октобра 1990, која је била прва утакмица хрватске репрезентације. Хрватска је победила са 2:1, а Асановић је био стрелац првог гола на утакмици.
На Европском првенству 1996. и Светском првенству 1998. Асановић је био један од најважнијих играча у репрезентацији. Са Хрватском је на Европском првенству 1996. стигао до четвртфинала, а на Светском првенству 1998. до трећег места и бронзане медаље. У полуфиналној утакмици против Француске је одлично асистирао Давору Шукеру код гола за Хрватску у поразу од 2:1.
Последњу утакмицу за Хрватску је одиграо против Француске 28. маја 2000. За репрезентацију је одиграо 62 утакмице и постигао 3 гола.

## Трофеји
- Куп Југославије : 1987.
- Прва лига Хрватске : 1995.
- Куп Хрватске : 1995.